# Doddington Castle
Delves Hall, også kendt som Doddington Castle, er en forskanset bygning i Doddington Park nord for Doddington Hall i sognet Doddington, Cheshire, England. Den blev opført i 1364 til sir John Delves. Den er kategoriseret som listed building af 1. grad af Historic England.